# Эльбрус-3М1
Эльбрус-3М1 — вычислительный комплекс, разработанный российской фирмой МЦСТ на базе микропроцессора Эльбрус по заказу Министерства обороны РФ для функционирования в среде операционных систем ОС Эльбрус (OSL), в варианте OSL-3M1, и защищённой ОС в варианте МСВС 3М1. ВК Эльбрус-3М1 обеспечивает работу в многопользовательском, многозадачном режиме вычислений в реальном масштабе времени.
Предназначен для использования в стационарных системах управления обработки информации.
В настоящее время ВК «Эльбрус-3М1» выполняется в двух вариантах конструктивного исполнения: серверном варианте, пригодном также для использования в качестве настольного, и в исполнении cPCI.
Основу серверного варианта составляет устройство вычислителя УВ 3М1. ВК в исполнении cPCI занимает два модуля формата «Евромеханика» 6U. Аппаратура обоих исполнений ВК включает сетевое оборудование для высокоскоростных обменов с другими ВК аналогичного типа или с другими вычислительными комплексами, а также ряд интерфейсов параллельного и последовательного типа.
Необходимые для пользователя внешние интерфейсы могут быть обеспечены включением в состав ВК по желанию заказчика устройства сопряжения с внешними абонентами УСВА-М.
К устройству сопряжения с внешними абонентами УСВА-М через ячейку МС19 подключается устройство сопряжения УС19-М, которое является устройством связи с АПД 5Ц19 (аппаратный вариант).
| Процессорных ядер          | Процессорных ядер          | 2                     |
| Рабочая тактовая частота   | Рабочая тактовая частота   | 300 МГц               |
| Пиковая производительность | 64 разряда                 | 13,3 GIPS/4,8 GFLOPS  |
| Пиковая производительность | 32 разряда                 | 19,1 GIPS/9,6 GFLOPS  |
| Пиковая производительность | 8/16 разряда               | 45,2 GIPS/24,4 GFLOPS |
| Разрядность данных         | целые                      | 8, 16, 32, 64         |
| Разрядность данных         | вещественные               | 32, 64, 80            |
| Средняя наработка на отказ | Средняя наработка на отказ | не менее 10 000 часов |
| Потребляемая мощность      | Потребляемая мощность      | не более 120—250 Вт   |
| HDD                        | HDD                        | 80 Гб                 |